# Werner Wolf (Fußballspieler)
Werner Wolf (* 22. Februar 1925 in Dresden; † 6. August 2015 ebenda) war ein deutscher Fußballspieler und Fußballtrainer.

## Werdegang
Wolf kam 1935 als Zehnjähriger in die Fußball-Jugendmannschaft des Sportvereins im Dresdner Ortsteil Zschachwitz. Auch nach dem Ende des Zweiten Weltkriegs spielte er weiter in Zschachwitz Fußball, zuletzt als Stürmer mit der BSG Stahl Zschachwitz in der drittklassigen Bezirksklasse Dresden. 1951 wurde er in die neu zusammengestellte Oberligamannschaft der Kasernierten Volkspolizei Vorwärts Leipzig aufgenommen. Im Laufe der Saison 1952/53 zog er mit der Mannschaft nach Ost-Berlin um, die dort als SV Vorwärts der KVP Berlin und später als ASK Vorwärts Berlin weiterhin in der Oberliga antrat, jedoch am Saisonende abstieg. Unter Mithilfe von Wolf, der 17 Punktspiele in der DDR-Liga absolvierte und 12 Tore erzielte, stieg Vorwärts sofort wieder auf und krönte die Saison mit dem überraschenden Gewinn des DDR-Fußballpokals. Am 3. Juli 1954 besiegte der ASK mit Wolf als halblinkem Stürmer im Endspiel den Oberligisten Motor Zwickau mit 2:1. Ein weiterer Höhepunkt seiner Fußballerkarriere war die Teilnahme am B-Länderspiel am 26. September 1954 gegen die B-Auswahl Polens (2:1). Im Jahr 1955, am 3. Februar, nahm Wolf in der Deutschen Sporthalle in der Berliner Stalinallee vom Stellvertreter des Vorsitzenden des Ministerrats, Walter Ulbricht, die staatliche Auszeichnung Meister des Sports entgegen und war somit einer von elf Fußballspielern der DDR, die an jenem Tag diese Ehrung erhielten. Bis zum Saisonende 1958 war Wolf Mitglied des Armeeklubs, erlebte aber im letzten Jahr den Gewinn der DDR-Meisterschaft nur als Reservist ohne Einsatz in der Meistermannschaft. Gleichzeitig beendete Wolf im Alter von 33 Jahren nach 108 Oberligaspielen mit 21 Toren seine Laufbahn als Fußballspieler.
Von 1959 bis 1962 absolvierte Werner an der Leipziger Sporthochschule DHfK ein Trainer-Fachschulstudium. Gleichzeitig war er bereits Co-Trainer beim ASK Vorwärts Berlin. In der Saison 1963/64 trainierte er den DDR-Ligisten Vorwärts Cottbus und wurde danach vom DDR-Fußballverband übernommen. Dort war er 1966 Co-Trainer der Nachwuchs-Nationalmannschaft, bis 1970 Assistenztrainer der DDR-Nationalmannschaft und bis 1976 Trainer der DDR-Nachwuchsauswahl. Mit Saisonbeginn 1976/77 übernahm Wolf das Traineramt beim FC Vorwärts Frankfurt, dem Nachfolgeklub seiner früheren Wirkungsstätte Vorwärts Berlin. Dieser hatte die letzte Saison mit einem enttäuschenden 12. Platz in der Oberliga abgeschlossen, Wolf konnte jedoch keine Verbesserung erreichen. Auch 1976/77 landeten die Frankfurter wieder auf Rang 12, und nach der Spielzeit 1977/78 musste der FC Vorwärts aus der Oberliga absteigen. Trotz eines hervorragenden Starts in der zweitklassigen DDR-Liga wurde Wolf im Oktober 1978 entlassen. Von 1980 bis 1982 entsandte der DFV Wolf als Nationaltrainer in den Kongo.

## Auszeichnungen
- Meister des Sports: 1955

## Werke
- Hans Studener und Werner Wolf: Fußballtraining – Eine Übungssammlung für Trainer und Übungsleiter, Sportverlag Berlin, 1967